# ネーン (カナダ)
カナダ＞ニューファンドランド・ラブラドール州＞ネーン
ネーン（Nain）とは、カナダ北西部にある、ニューファンドランド・ラブラドール州の町。イェンスヘイヴンらの宣教師により1771年に建設された。Nunatsiavut自治区の中心地である。
2007年現在の町人口は約1,100人程度。大半がイヌイットとイヌイット系白人（混血）。

## 地理
カナダ首都のオタワから北西に約1,500km離れた、ラブラドル半島大西洋岸中部に位置する。
ネーンは大西洋へ出られる湾に面しているが、外洋まで50kmほどの入り江に多数の島があるため、外海の荒波から守られている。湾を出るとラブラドル海を経て大西洋へ出る。周囲を険しい地形で囲まれているため、陸路より空路や海路の方がアクセスに至便である。

## 産業
主要産業は漁業である。漁の行えない冬季は伝統的な罠仕掛けによる狩猟が行われる。